# الدوري الأدرياتيكي 2016–17
الدوري الأدرياتيكي 2016–17 (بالكرواتية: Dodatak:ABA liga 2016./17.)‏ هو موسم من الدوري الأدرياتيكي. أقيم خلال الفترة 29 سبتمبر 2016 وحتى 13 أبريل 2017، وبمشاركة  14 فريقاً، وفاز فيه نادي ريد ستار لكرة السلة.